# 荻島 (新潟市)
荻島（おぎじま）は、新潟県新潟市秋葉区の町字。現行行政地名は荻島一丁目から荻島三丁目と大字荻島。住居表示は一丁目から三丁目が実施済み区域、大字が未実施区域。郵便番号は956-0804。

## 概要
1889年（明治22年）から現在までの大字。及び1982年（昭和57年）から現在までの町丁。能代川と小阿賀野川の合流点付近に位置する。もとは江戸時代から1889年（明治22年）まであった荻島新田の区域の一部で、地名の由来は昔、蘆荻の茂る島だったとする説がある。

### 隣接する町字
北から東回り順に、以下の町字と隣接する。
- 中野
- 結
- 福島
- 田島
- こがね町

※小阿賀野川を挟んで木津と隣接。能代川を挟んで大蔵と隣接。

## 歴史
検地は1677年（延宝5年）と1705年（宝永2年）に行われたとされる。

### 分立した町字
1889年（明治22年）以後に、以下の町字が分立。
こがね町（こがねちょう）
1982年（昭和57年）に分立した町字。

### 年表
- 1889年（明治22年）4月1日 : 合併により荻野村の大字となる。
- 1901年（明治34年）11月1日 : 合併により荻川村の大字となる。
- 1939年（昭和14年）11月1日 : 合併により新津町の大字となる。
- 1951年（昭和26年）1月1日 : 新津町が市制を施行し、新津市の大字となる。
- 1982年（昭和57年） : 一部が住居表示を行い町丁となり、こがね町が分立する。
- 2005年（平成17年）3月21日 : 合併により新潟市の大字となる。
- 2007年（平成19年）4月1日 : 新潟市の政令指定都市移行により、秋葉区の大字となる。

## 世帯数と人口
2018年（平成30年）1月31日現在の世帯数と人口は以下の通りである。
| 丁目       | 世帯数  | 人口    |
| ---------- | ------- | ------- |
| 荻島一丁目 | 179世帯 | 461人   |
| 荻島二丁目 | 329世帯 | 824人   |
| 荻島三丁目 | 223世帯 | 520人   |
| 計         | 731世帯 | 1,805人 |

## 小・中学校の学区
市立小・中学校に通う場合、学区は以下の通りとなる。
| 大字・丁目 | 番地 | 小学校           | 中学校                 |
| ---------- | ---- | ---------------- | ---------------------- |
| 荻島       | 全域 | 新潟市立結小学校 | 新潟市立新津第二中学校 |
| 荻島一丁目 | 全域 | 新潟市立結小学校 | 新潟市立新津第二中学校 |
| 荻島二丁目 | 全域 | 新潟市立結小学校 | 新潟市立新津第二中学校 |
| 荻島三丁目 | 全域 | 新潟市立結小学校 | 新潟市立新津第二中学校 |

## 主な企業・施設
- 新潟市立新津第二中学校
- 第四北越銀行 荻川支店
- 新潟縣信用組合 荻川支店

## 交通

### 道路
- 国道403号
- 新潟県道5号新潟新津線
- 新潟県道46号新潟中央環状線